# Kem tươi

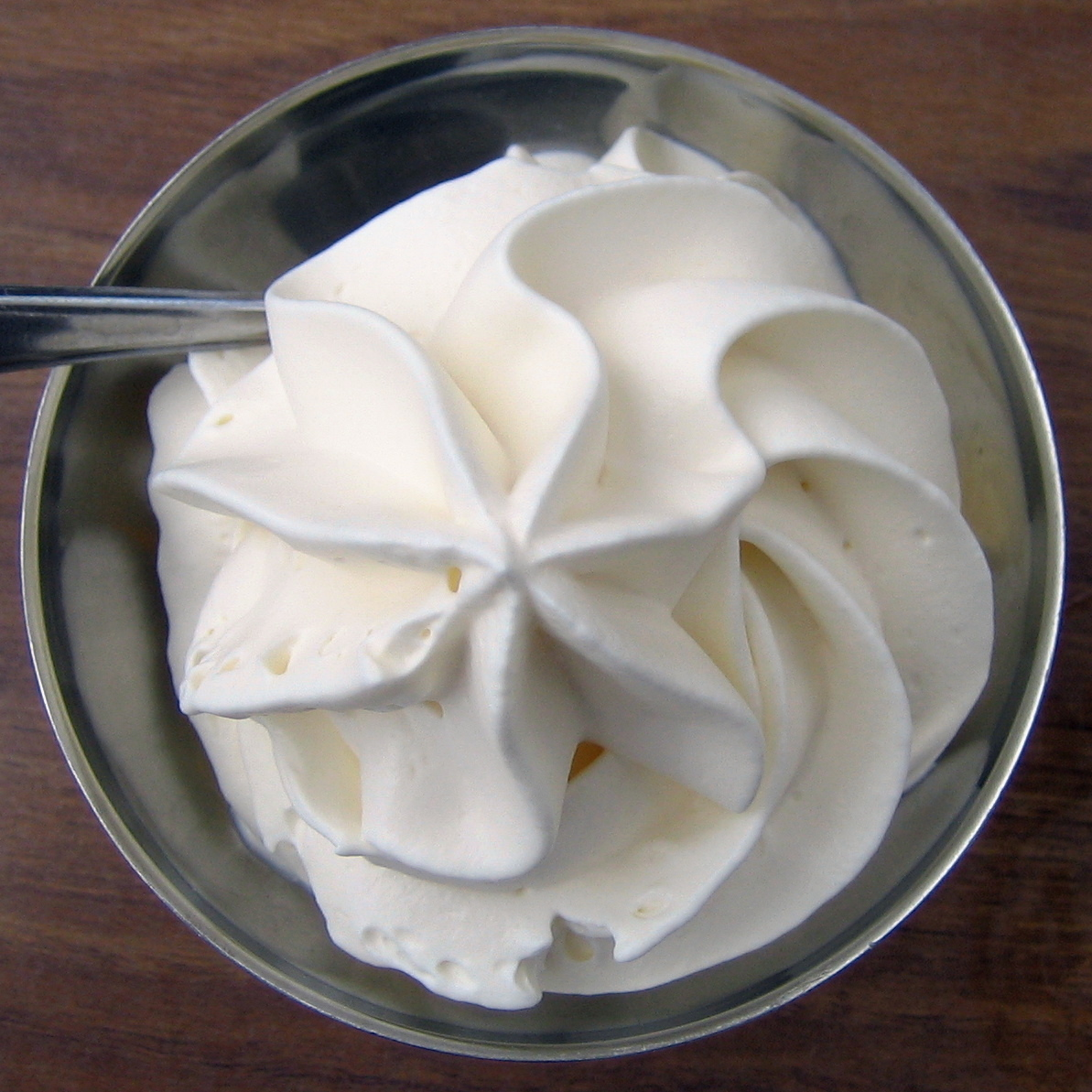
Kem whipped cream hương vani (Crème Chantilly)

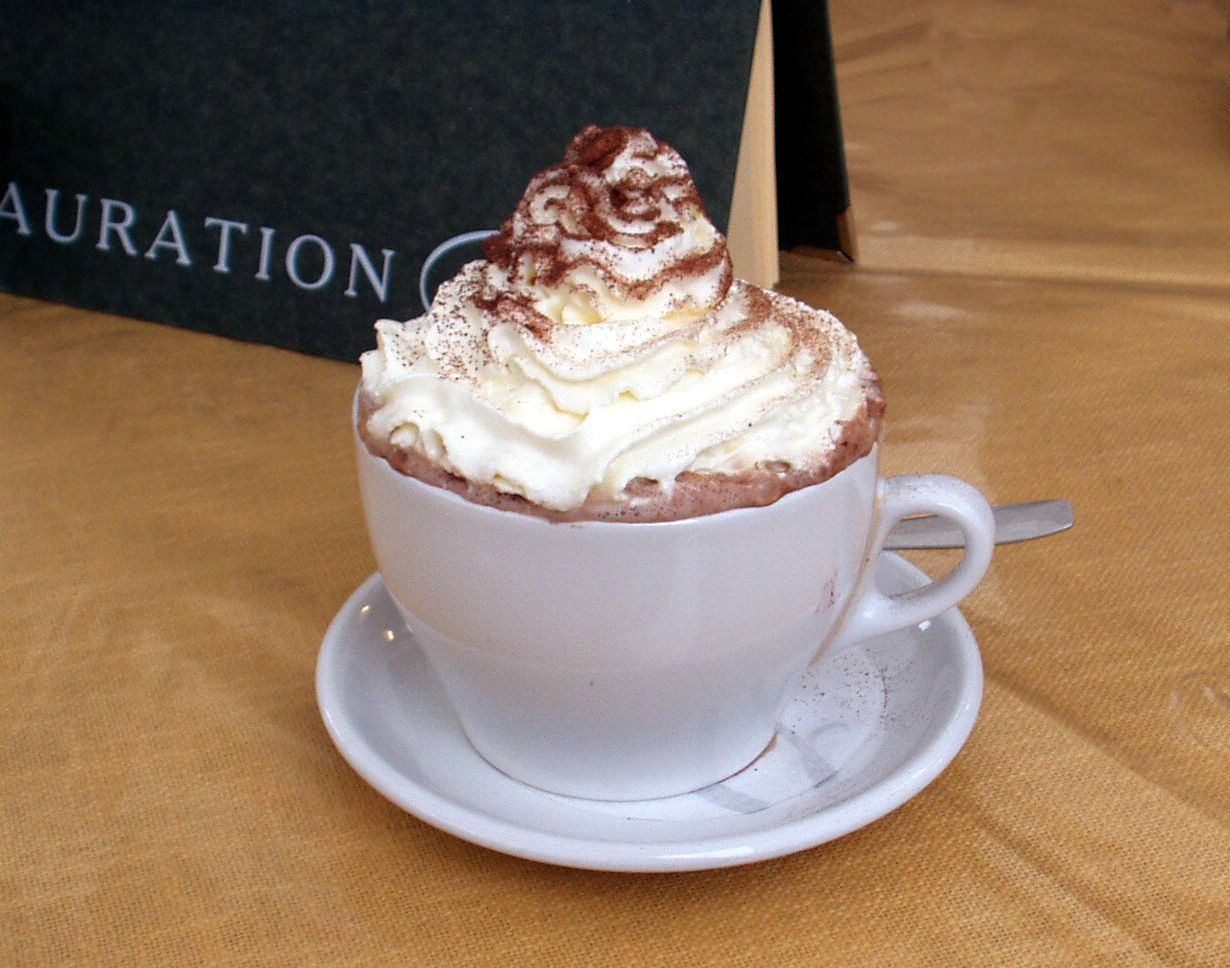
Ca cao nóng phủ whipped cream.

Whipped cream hay whipping cream, heavy cream, double cream hay còn gọi trong tiếng Việt là kem sữa béo hay kem bông tuyết là một thực phẩm từ sữa được sử dụng nhiều trong các món tráng miệng. Nó là một dạng kem lạnh được làm với kem nặng, một loại kem có chứa một lượng lớn chất béo. Whipped cream có thể tự làm hoặc mua dưới dạng đóng hộp, đóng chai hoặc bình xịt. Thông thường whipped cream có chỉ số béo (butterfat) ghi trên hộp từ 38-40%.

## Chuẩn bị
Để làm whipped cream, người ta đánh kem nặng (sữa béo và bơ) thật kỹ với một cái dụng cụ đánh trứng hoặc trộn bằng máy cho đến khi nó trở nên mịn và chứa đầy không khí. Đối với một số món tráng miệng, người ta thêm đường như chất tạo ngọt. Một số người cũng thêm hương liệu chẳng hạn như vani. Kem whipped cream hương vani còn có tên khác là kem Chantilly, tuy nhiên đôi khi người ta cũng đánh đồng hai loại này là một, không đặt ra một sự phân biệt rõ ràng.

## Phục vụ
Kem được sử dụng trong nhiều loại món tráng miệng. Một số món tráng miệng, chẳng hạn như bánh táo hoặc dâu shortcake, thường ăn kèm với whipped cream. Whipped cream cũng được phục vụ với sữa lắc, cocktail trái cây, cà phê và kem sundaes. Một số món tráng miệng có kem whipped cream bên trong chúng, chẳng hạn như bánh cream puffs và eclairs, nanma chocolate.